# Gnadensplitting
Das Gnadensplitting – nicht zu verwechseln mit dem Witwensplitting – ist in Deutschland ein besonderer Einkommensteuertarif im Rahmen der Einzelveranlagung. Geschiedene Ehegatten werden im Scheidungsjahr nach der Splittingtabelle veranlagt, wenn gemäß § 32a Abs. 6 Nr. 2 EStG folgende Voraussetzungen erfüllt sind:
- Die Ehegatten erfüllten im Scheidungsjahr zumindest zeitweise die Voraussetzungen zur Ehegattenveranlagung,
- der bisherige Ehegatte hat im Scheidungsjahr wieder geheiratet und
- Der bisherige Ehegatte und sein neuer Ehegatte erfüllen im Scheidungsjahr zumindest zeitweise die Voraussetzungen zur Ehegattenveranlagung.